# Ligament sacro-coccygien postérieur
Le ligament sacro-coccygien postérieur (ou ligament sacro-coccygien dorsal) est un ligament de l'articulation sacrococcygienne qui s'étend dorsalement du sacrum au coccyx.
Ce ligament est composé d'une couche profonde et d'une couche superficielle.

## Ligament sacro-coccygien dorsal profond
Le ligament sacro-coccygien dorsal profond (ligamentum sacrococcygeum posterius profundum) est le prolongement du ligament longitudinal postérieur. C'est une bande fibreuse qui s'étend de la face postérieure de la dernière vertèbre sacrée à face postérieure du coccyx. Il est séparé du ligament sacro-coccygien dorsal superficiel par la terminaison du canal sacral.

## Ligament sacro-coccygien dorsal superficiel
Le ligament sacro-coccygien dorsal superficiel (ligamentum sacrococcygeum posterius superficiale) est constitué de trois faisceaux : un médian et deux latéraux.
Le faisceau médian s’insère entre le bord libre du hiatus sacré et la face postérieure des dernières vertèbres coccygiennes. Il ferme la face postérieure de la partie la plus distale du canal sacré et correspond au ligament jaune des autres articulations vertébrales.
Les deux faisceaux latéraux ont les mêmes insertions mais sont situés en dehors des bords latéraux du ligament médian.